# Château Cos Labory
Koordinaten: 45° 13′ 50,5″ N, 0° 46′ 37,1″ W

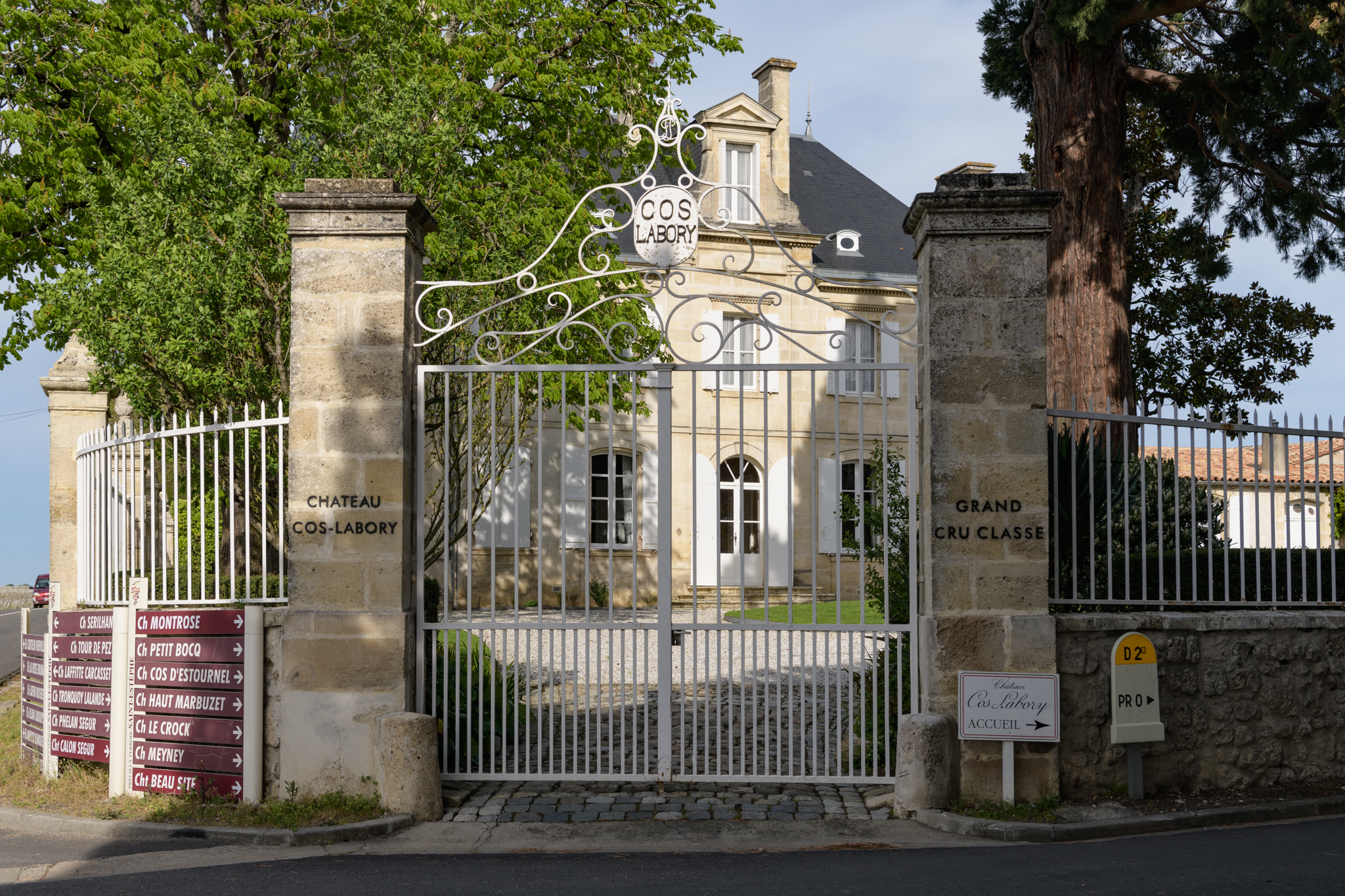
Château Cos Labory

Das Château Cos Labory ist eines der kleineren Weingüter von Bordeaux mit 18 ha bestockter Weinanbaufläche. Seit der Klassifikation von 1855 ist das Weingut als „Cinquième Grand Cru Classé“ eingestuft,Gut der 5. Klasse in der Klassifikation.
Es liegt in Saint-Estèphe im Süden, unmittelbar an der Gemeindegrenze zu Pauillac, und gegenüber dem ehemaligen Schwestergut Château Cos d’Estournel, an der „Route du Vin“, der Départementstraße No. 2. Die Güter wurden 1789 als Folge der französischen Revolution getrennt.
Mit 18 Hektar bestockter Rebfläche zählt das Gut zu den kleinen Gütern der erstklassigen Médoc-Châteaux. Die Flächen sind mit 55 % Cabernet Sauvignon, 35 % Merlot und 10 % Cabernet Franc bepflanzt. Nach einer Maischegärung von 18 bis 25 Tagen reifen die Weine ca. 15 Monate im Barrique. Die Barriques werden jährlich zu 30 bis 50 % ersetzt. Seit Anfang der 1990er Jahre wird die malolaktische Gärung im Holzfass durchgeführt.
Das Wort Cos leitet sich von der Gemarkung Caux ab. Caux bedeutet in der Gascogne Hügel aus Kieselsteinen. Tatsächlich besitzt das Gut ca. drei Hektar auf einem Kieshügel, der von Château Lafite-Rothschild bis Cos Labory reicht.
Der Zweitwein von Château Cos Labory heißt Le Saint Estèphe de Cos Labory.

## Geschichte des Weinguts
Die Rebflächen von Cos Labory wurden erst 1789 im Rahmen der französischen Revolution von Château Cos d’Estournel losgelöst. Erster Eigentümer nach der Teilung war François Labory, der dem Gut seinen Namen gab. Im Jahr 1845 kaufte Louis-Gaspard Estournel das Gut Cos Labory zurück, musste es jedoch sieben Jahre später wieder veräußern.
Seine Grundstücksgeschäfte, die ausgedehnte Bauaktivität und die aufwändigen Kosten der Weinbereitung auf Estournel hatten ihn immer tiefer in Schulden geraten lassen. Am Ende seines langen Lebens musste er verarmt und vollkommen überschuldet seinem befreundeten Bankier den Besitz überlassen. Er durfte jedoch in der Nachbarschaft seiner geliebten Weinberge wohnen bleiben.
Seit 1958 gehört Cos Labory der Familie Audoy. Das Weingut wird von Bernard Audoy geleitet.